# ХБ Кёге
ХБ «Кёге» — датский футбольный клуб, основанный в 2009 году методом слияния «Херфёльге» и «Кёге». Базируется клуб в Зеландии.
Клуб первого дивизиона «Херфёльге» и обанкротившийся «Кёге» из высшей лиги в марте 2009 года приняли решение об объединении. В сезоне 2009/10 клуб выступает в высшей лиге.